# Александровка (Софиевский район)
Алекса́ндровка (укр. Олександрівка) — село,
Першетравненский сельский совет,
Софиевский район,
Днепропетровская область,
Украина.
Код КОАТУУ — 1225287709. Население по переписи 2001 года составляло 116 человек .

## Географическое положение
Село Александровка примыкает к селу Перше Травня, на расстоянии в 1,5 км расположено село Анно-Николаевка.
Рядом проходит железная дорога, станции Милорадовка и Потоцкое в 3-х км.